# Mégingoz de Gueldre
Mégingoz, né vers 920 et mort entre 998 et 1001, fut comte de Gueldre. Il est possible que ce titre n'existait pas encore et que son titre réel était comte d'Avalgau.
Il épousa vers 940 Gerberge de Metz (925-995), fille de Godefroid, comte palatin de Lotharingie, et d'Ermentrude, et sœur de Godefroy, vice-duc de Basse-Lotharingie.
En 939, le comte Mégingoz, vassal d'Henri Ier, duc de Lotharingie et de Bavière, participa à la révolte de ce dernier contre son frère Otton Ier, roi de Germanie. Quand Henri fut vaincu, Mégingoz fut pardonné, car il n'avait fait que suivre son suzerain.
Dans la plupart des chartes il n'est qualifié que de noble et de vassal, et c'est seulement dans une bulle du pape Grégoire V qu'il est qualifié de comte.
À la mort de son fils Godefroy, tué lors d'une expédition de l'empereur Otton II en Bohême, Mégingoz se retira et administra ses possessions en Gueldre. Gerberge, sa femme, fonda l'abbaye de Vilich (en) et lui fit plusieurs donations. Elle mourut en 995. Megingoz mourut peu après 998.

## Enfants
Mégingoz et Gerberge de Lorraine (en) avaient eu :
- Godefroy († 977), mort à un âge jeune lors d'une campagne contre la Bohème ;
- Adélaïde (960/970, † 3 février 1010/1021), abbesse de Vilich ;
- Alberade ;
- Bertrade, († 1000), abbesse du monastère Sainte-Marie à Cologne ;
- Irmtrud (de), mariée avec Herbert de Wetterau (en), comte de Kinziggau (de), (Conradiens).

## Sources
- (de) Cet article est partiellement ou en totalité issu de l’article de Wikipédia en allemand intitulé « Megingoz » (voir la liste des auteurs).